# Cardiophorus mesasiaticus
Cardiophorus mesasiaticus là một loài bọ cánh cứng trong họ Elateridae. Loài này được Dolin & Latifi miêu tả khoa học năm 1997.